# TuS Makkabi Berlim
Turn- und Sportverein Makkabi Berlin e. V. é uma agremiação esportiva alemã, fundada a 22 de outubro de 1898, sediada em Berlim.

## História
Criado em 1898, o antecessor Bar Kochba Berlim foi uma das maiores organizações judaicas em todo o mundo, em 1930, com mais de 40.000 membros de 24 países. Parte da missão do Bar Kochba era a de promover a educação física e a herança judaica. O clube pôs em campo equipes em diversas modalidades esportivas, incluindo o futebol que competiu nas ligas da cidade entre 1911 e 1929. Em 1924, Lilli Henoch, a detentora do recorde mundial no disco, arremesso de peso, e 4×100 metros revezamento, treinava na associação.

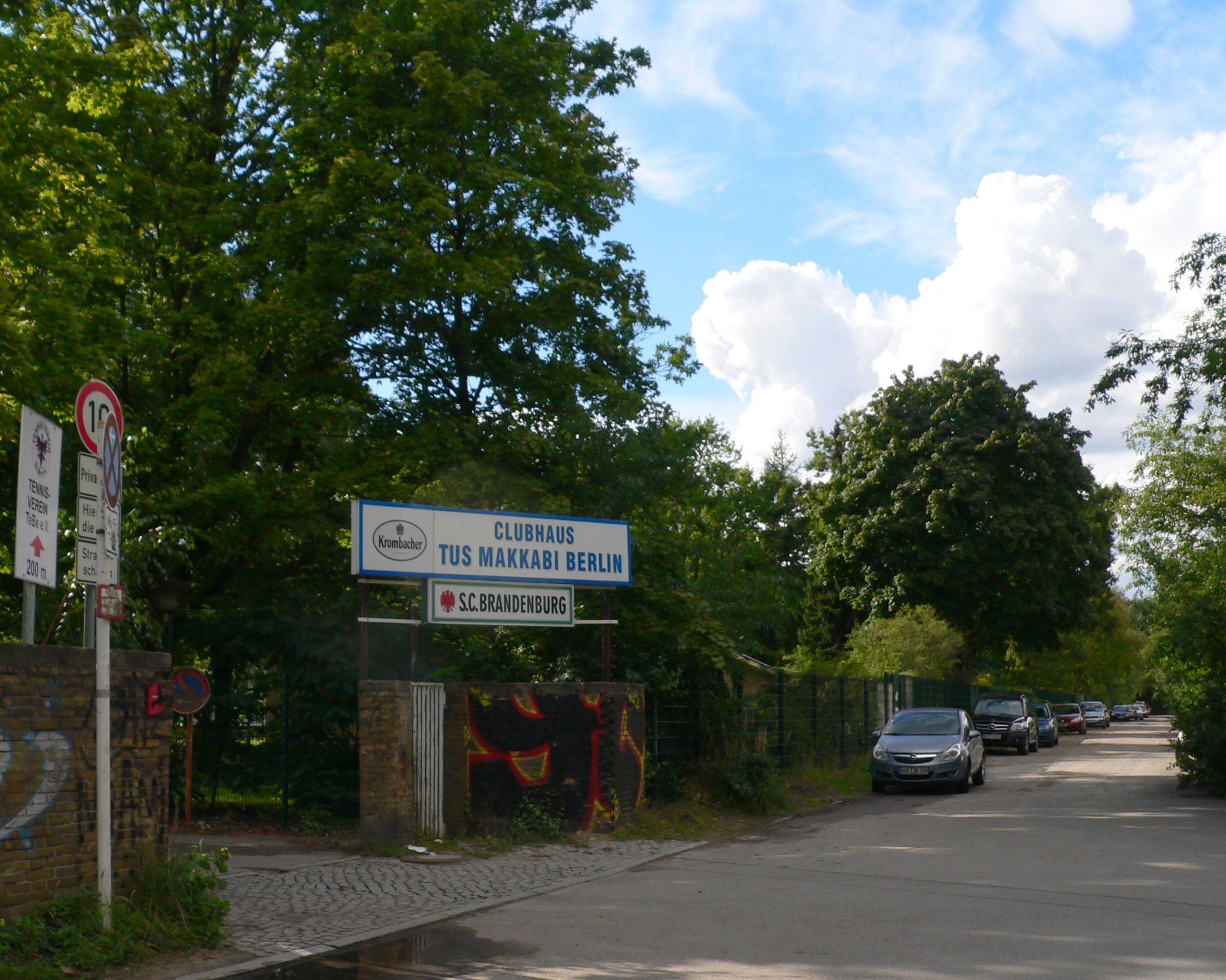
Tus-Makkabi em Berlim

Antigo logotipo

Em 1929, o Bar Kochba se uniu ao Hakoah Berlim para formar o Bar Kochba-Hakoah. O Hakoah se tornou um sucesso crescente ao conquistar três títulos consecutivos inferiores entre 1925 e 1927. Até que, por volta de 1928, atuou na primeira camada. O clube continuou a competir como Hakoah após 1929.

Hakoah Berlim

A ascensão ao poder dos nazistas, em 1930, culminou na discriminação contra os judeus. A partir de 1933 as equipes judaicas foram excluídas das competições em geral e obrigadas a jogar campeonatos ou torneios separados. Em 1938, os times judeus foram enfim perseguidos e banidos pelos nazistas.
No rescaldo da Segunda Guerra Mundial as associações judaicas ressurgiram na Alemanha. A 26 de novembro de 1970, o TuS Makkabi Berlim foi formado a partir da fusão do Bar-Kochba Berlim (ginástica e atletismo), Hakoah Berlim (futebol, restabelecido em 1945) e Berlim Makkabi (boxe). O time de futebol atuou no terceiro e quarto níveis de concorrência nos anos 1970 e 1980 antes de se juntar ao FV Wannsee, em 1987. O Wannsee também integrou a terceira e a quarta divisão até entrar em colapso em meados dos anos 90 e deslizar para a Landesliga Berlin-2 (VI) e em seguida para a Bezirksliga Berlim (VII) no fim da década. O Makkabi desde 2003 também têm desempenhado seu papel na Bezirksliga Berlim. Em 2006, o clube ganhou a promoção para a Verbandsliga Berlim (VI).
Atualmente o clube desportivo tem cerca de 500 membros e é uma das maiores associações do país. O clube promove fortemente o diálogo entre judeus e não-judeus em contexto esportivo.

## O antissemitismo
Os clubes desportivos judeus continuam a sofrer ocasionalmente do antissemitismo no campo. Recentemente, em outubro de 2006, o Makkabi, em partida contra a segunda equipe do VSG Altglienicke, em Berlim, pela Kreisliga-B, foi hostilizado por torcedores que proferiram frases, tais quais, Auschwitz está de volta e Führer, Führer. O caso foi amplamente noticiado pela mídia da Alemanha, assim como em Israel.

## Fonte
- Grüne, Hardy (2001). Vereinslexikon. Kassel: AGON Sportverlag ISBN 3-89784-147-9